# Margaret Bryan
Margaret Bryan (1759 – 31 marzo 1836) è stata un'astronoma, filosofa e educatrice britannica.

## Biografia
Fu battezzata il 12 ottobre 1759 a West Ham, nell'Essex, figlia del mercante Oswald Haverkam e Sarah Wall. Dopo la morte della madre nel 1764, Margaret e le sorelle furono affidate allo zio Thomas Nottidge. Il 12 luglio 1783 sposò il mercante William Bryan, con cui avrebbe avuto le figlie Anne Marian e Sarah Maria. Il marito sarebbe morto cinque anni dopo a Cork.
Nel 1791, dopo essere rimasta vedova, Bryan si trasferì a Margate e aprì un collegio per ragazze, la Bryan House. Nel 1797 pubblicò il suo primo libro, A Compendious System of Astronomy in a Course of Familiar Lectures, poi ristampato nel 1799 e nel 1804; tra gli ammiratori dell'opera si annoverava anche Nevil Maskelyne, l'astronomo reale. Nel 1800 aprì una nuova scuola a Blackheath, vicino al Osservatorio di Greenwich. Nel 1806 pubblicò il suo secondo libro di astronomia e filosofia naturale, Lectures on Natural Philosophy, che non ottenne gli stessi consensi del primo. Nel 1815 il pubblico tornò a favorirla, accogliendo calorosamente il suo terzo libro, An Astronomical and Geographical Class Book for the Use of Schools and Private Families.
Affetta da demenza senile, Margaret Bryan morì nel 1836, tre anni dopo la primogenita Anne Marian.